# 班贝格主教座堂博物馆

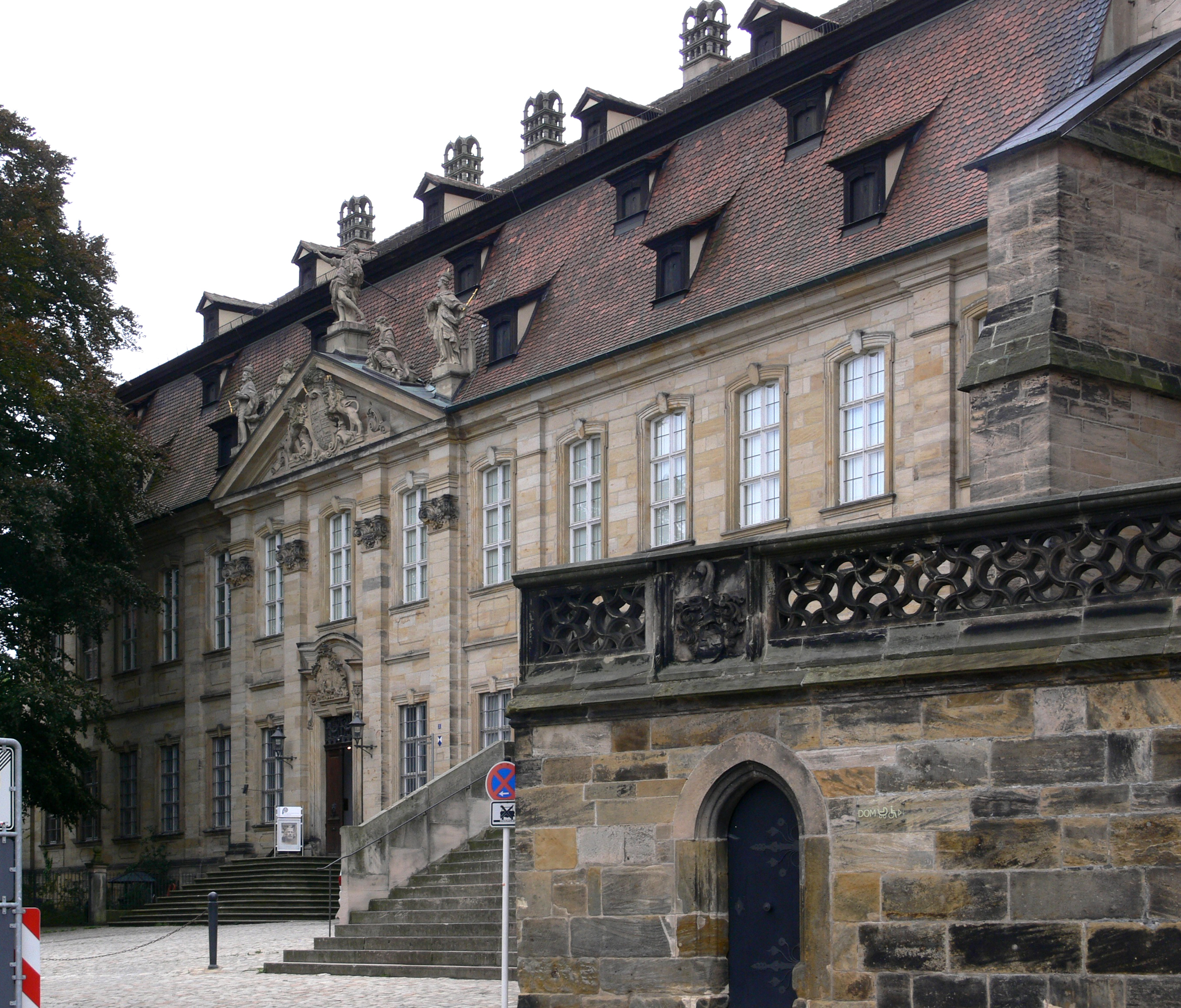
Bamberg Diözesanmuseum

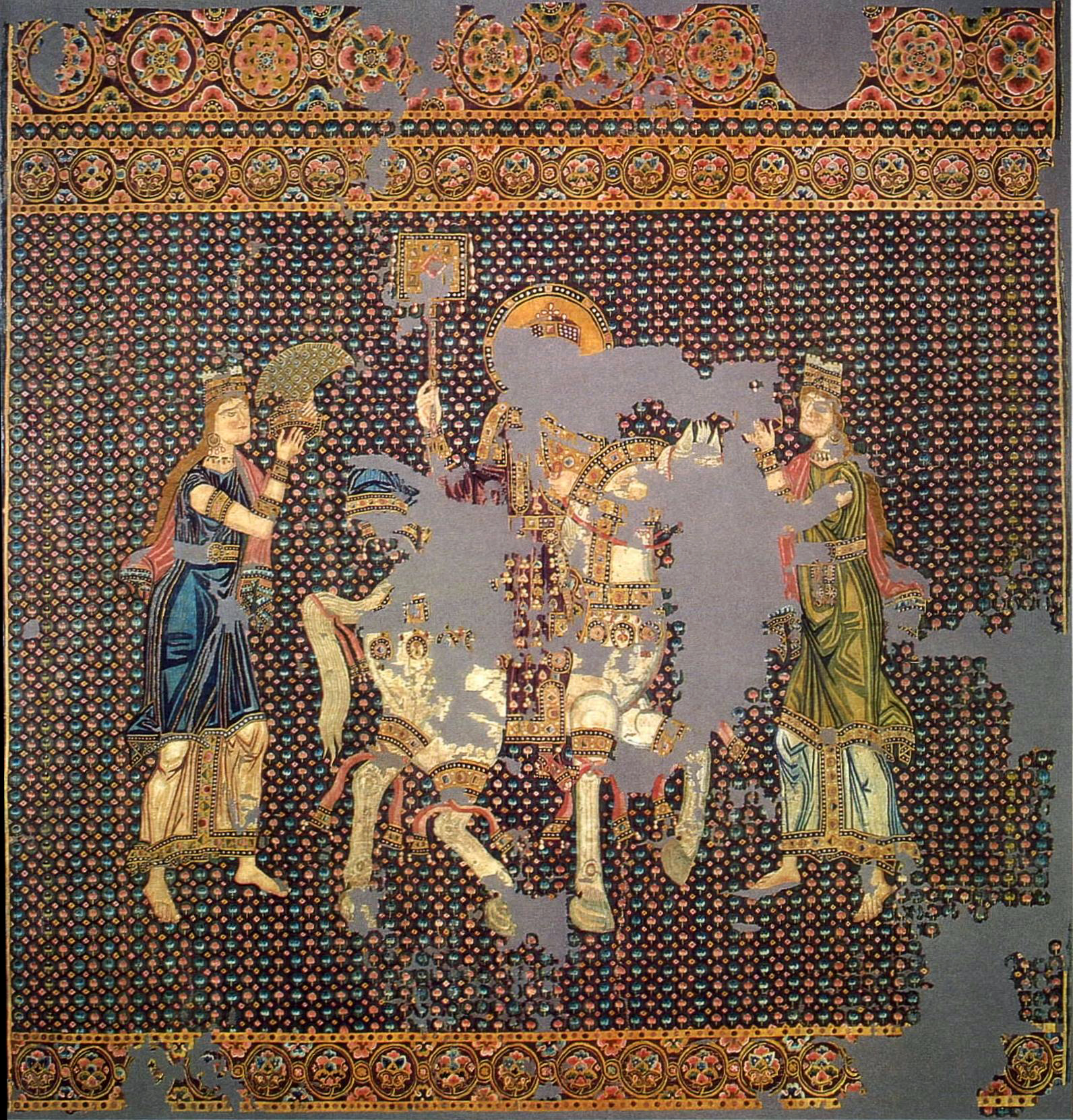
Gunthertuch

班贝格主教座堂博物馆（德語：Diözesanmuseum Bamberg）位于德国班贝格，班贝格主教座堂左侧（主教座堂广场5号），现任馆长为卡罗拉·馬利·施密特。

## 历史
亨利二世最出色的成就是在德国班貝格創立了一個新的教區，並把這一教區建成日耳曼地區的基督文化中心。他非常熱心，竭力贊助修院的復興和整頓教會紀律，強調神職的獨身制，竭盡所能使他的統治符合基督的仁愛精神。班贝格主教座堂博物馆由德國建築師，巴洛克建築的重要代表人物巴尔塔萨·诺伊曼于1731到1733年建造。

## 博物馆
馆内展示主教座堂宝藏，诸如裝飾簾帷，禮罩，祭台布，祭衣， 裝飾品等。尤其是亨利二世 (神圣罗马帝国) 皇帝和皇后的礼服，教宗克勉二世的礼服，以及東羅馬帝國时代的丝绸服和丝绸布(Bamberger Gunthertuch)。有专题展示。